# Phyllodon henkeli
Phyllodon henkeli es una especie dudosa del género extinto  Phyllodon   (gr. “diente en hoja”) de dinosaurio, ornitópodo, hipsilofodóntido que vivió a finales del período Jurásico, hace aproximadamente 152 millones de años, en el Kimmeridgiense, en lo que es hoy Europa. Es conocido por un diente y posiblemente parte de una mandíbula inferior. Su nombre es también dado a un tipo de musgo actual, cosa que es aceptada a pertenecer ambos reinos diferentes. Como otros hipsilofodóntidos u otro tipo de ornitópodo basal, habría sido un pequeño corredor bípedo. No se ha estimado su tamaño, pero como la mayoría de los hipsilofodóntidos adultos medían entre 1 y 2 metros de largo. Las similitudes de este con el Nanosaurus y el Drinker, es una prueba más de las similitudes existente entre las faunas de Europa de dinosaurios portugueses del Jurásico tardío con los dinosaurios contemporáneos de la Formación Morrison de Norteamérica en la última parte del Jurásico.
Phyllodon está basado en el  holotipo MGSP G5, un diente parcial de un dentario recobrado de marga de lignita de una mina cercan a la ciudad Leiría, Portugal en la Formación Guimarota  y posiblemente también de la piedra caliza Chipping Norton de Inglaterra. Richard Thulborn, quien describió el género, agrega un posible diente premaxilar, MGSP G2.  Presentó al nuevo género como perteneciente a  Hypsilophodontidae, y presentando una restauración posible del diente. Peter Galton, que revisara los hipsilofodóntidos de Norteamericanos varios años después, encontró que el diente del  Phyllodon era similar a los del Nanosaurus, aceptando la identidad de hipsilofodóntido a la asimetría entre las caras anterior y posterior.
Debido a lo pobre del material del Phyllodon se ha propuesto que sea considerado un  Nomen dubium ornitópodo basal de inciertas afinidades. Sin embargo, más material ha sido recogido de la localización original, siendo descrito. Este material incluye más de 120 dientes de todas las partes de la boca y cuatro mandíbulas parciales sin dientes. Oliver Rauhut, quien describiera los nuevos restos los coloco dentro de Phyllodon debido a que no hay ningún otro dinosaurio posible a los que pertenezcan. Los dientes son muy pequeños, de alrededor de 3 mm y posiblemente pertenezcan a un ejemplar juvenil. Él encontró más características diagnósticas en los dientes para Phyllodon incluyendo un diente maxilar muy largo, indicando que podría ser un género válido al final de todo.  Luego de compararlo con otros hipsilofodóntido, lo muestra similar a Drinker de la Formación Morrison, Norteamérica, con el que estaría estrechamente relacionado. Igualmente, Galton encuentra al diente muy parecido a de  Drinker y Nanosaurus en su revisión de 2006.